# 富士回遊
富士回遊（ふじかいゆう、英: FUJI EXCURSION）は、東日本旅客鉄道（JR東日本）・富士山麓電気鉄道が千葉駅・新宿駅 - 河口湖駅間を総武本線・中央本線・富士急行線（大月線・河口湖線）経由で運行している特別急行列車である。
本稿では、富士回遊運行開始以前より繁忙期に臨時運転されていた、中央本線と富士急行線を直通する列車とその沿革についても記述する。

## 概要
2018年12月14日に、2019年3月16日のダイヤ改正より運行を開始することが発表された。首都圏から富士急行線へ乗り入れる毎日運行の定期特急列車の設定は初めてである。大月駅以東は松本・甲府方面に向かう特急「あずさ」・「かいじ」と併結して運行される。

## 運行形態
定期列車は一日4往復設定され、千葉駅（3号のみ）・新宿駅 - 大月駅間は特急「あずさ」または「かいじ」と併結して運行される。富士急行線内の停車駅は「フジサン特急」・「富士山ビュー特急」と同じ。
臨時列車が設定されることもあり、土休日ダイヤ・平日ダイヤでそれぞれ1往復が増発される。平日ダイヤに設定される際は、富士急行線内の「フジサン特急」1往復を置き換えたダイヤで運転する。

### 停車駅
（千葉駅 → 船橋駅 → 錦糸町駅 → ）新宿駅 - 立川駅 - 八王子駅 - 大月駅 - 都留文科大学前駅 - 下吉田駅 - 富士山駅 - 富士急ハイランド駅 - 河口湖駅
- 千葉 → 新宿間は3号のみの運転

### 使用車両・編成
松本車両センターに所属するE353系電車の付属編成で運転される。自由席の設定はなく、指定席特急券または座席未指定券（詳細は「特別急行券#座席未指定券」を参照）での全車指定席で運行されるが、富士急行線内のみ乗車の場合は座席未指定券のみの発売となる。また、富士山 - 河口湖間のみ乗車の場合は乗車券のみで利用できる。富士山麓電気鉄道の発売する「特急回数券」は本列車では利用できない。
なお、臨時列車ではE353系のほか、年によっては大宮総合車両センター東大宮センターに所属するE257系5500番台5両編成で運転されることもある。当初は500番台を使用していた。

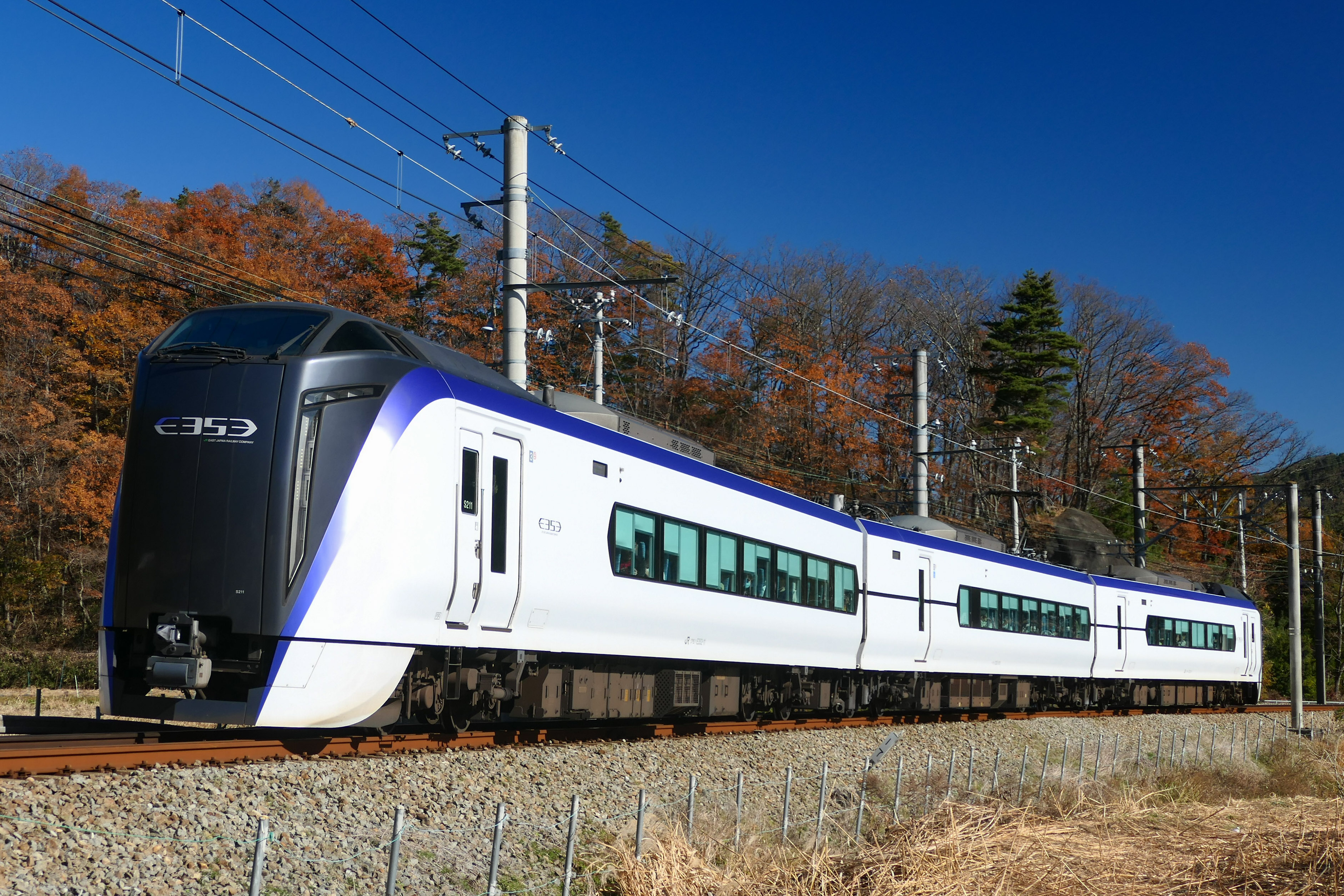
E353系
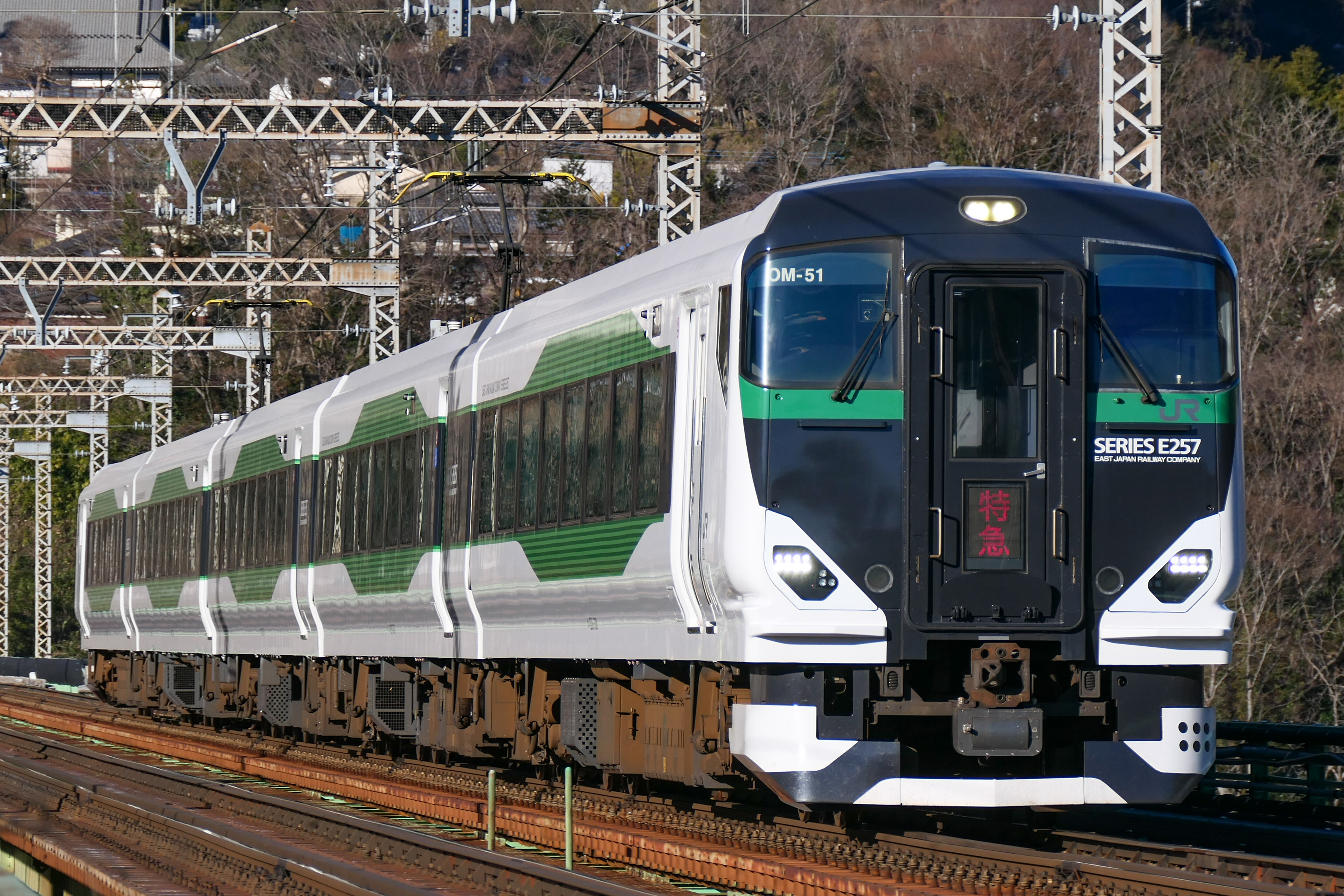
E257系5500番台

## 過去に運転された臨時快速列車

### ホリデー快速富士山・山梨富士
特急富士回遊が運行を開始するまで富士急行線直通列車として運行されていた臨時快速列車であった。
2019年3月10日の運行を最後に廃止された。以下でも述べる快速列車も同日までに全て廃止された。

#### 運行形態
新宿駅発着列車と小山駅発着列車では成り立ちが異なっていたため、停車駅にも若干の相違があった。
新宿駅発着の富士急行直通の優等列車は太平洋戦争前から運行されていたが、1986年（昭和61年）になると季節列車も廃止され、格下げ列車となるホリデー快速ピクニック号の運行が開始された。
一方、小山駅発着列車については、JR発足後の1990年（平成2年）に運行開始したホリデー快速むさしの号が端緒であった。
新宿駅発着列車は通年の土曜・休日に運転されたが、小山駅発着列車は冬季に「ホリデー快速河口湖」を運転しなかったが、「ホリデー快速富士山」は一部の日程で運転された。なお、2014年夏期以降において小山発着列車は設定されず運行中止となり、2015年3月14日ダイヤ改正をもって正式に廃止となった。そのため、代わりに千葉駅（新宿駅）発着列車の「山梨富士号」として運転していた。
2013年春季までは「ホリデー快速河口湖」として運行されていたが、夏季から富士山が世界遺産に登録されたことを機に、名称が「ホリデー快速富士山」に変更された。また、千葉・新宿 - 河口湖間にて快速「山梨富士号」が運行されていた。
停車駅
新宿駅発着は2018年3月17日ダイヤ改正時点の、小山駅発着は廃止直前の停車駅を以下に示す。一部を除き、新宿（立川）‐高尾間は以前運行されていた普通列車（中距離列車）と同じ停車駅を踏襲していた。そのため、おくたま・あきがわの停車する中野駅・三鷹駅・国分寺駅は通過していた。

新宿駅発着（1・2号）
新宿駅 - 立川駅 - 八王子駅 - 高尾駅 - 相模湖駅 - 上野原駅 - 四方津駅 - 大月駅 - 都留市駅 - 都留文科大学前駅 - 三つ峠駅 - 富士山駅 - 富士急ハイランド駅 - 河口湖駅

小山駅発（3号）
小山駅 - 古河駅 - 久喜駅 - 蓮田駅 - 大宮駅 - 北朝霞駅 - 新座駅 - 東所沢駅 - 新秋津駅 - 新小平駅 - 立川駅 - 八王子駅 - 高尾駅 - 相模湖駅 - 四方津駅 - 大月駅 - 田野倉駅 - （この間各駅に停車） - 河口湖駅
- 富士急行線内は上大月駅のみ通過

小山駅着（4号）
河口湖駅 - 富士急ハイランド駅 - 富士山駅 - 三つ峠駅 - 都留文科大学前駅 - 都留市駅 - 大月駅 - 四方津駅 - 相模湖駅 - 高尾駅 - 八王子駅 - 立川駅 - 新小平駅 - 新秋津駅 - 東所沢駅 - 新座駅 - 北朝霞駅 - 大宮駅 - 蓮田駅 - 久喜駅 - 古河駅 - 小山駅
- 小山発と異なり、富士急行線内で複数の通過駅があった

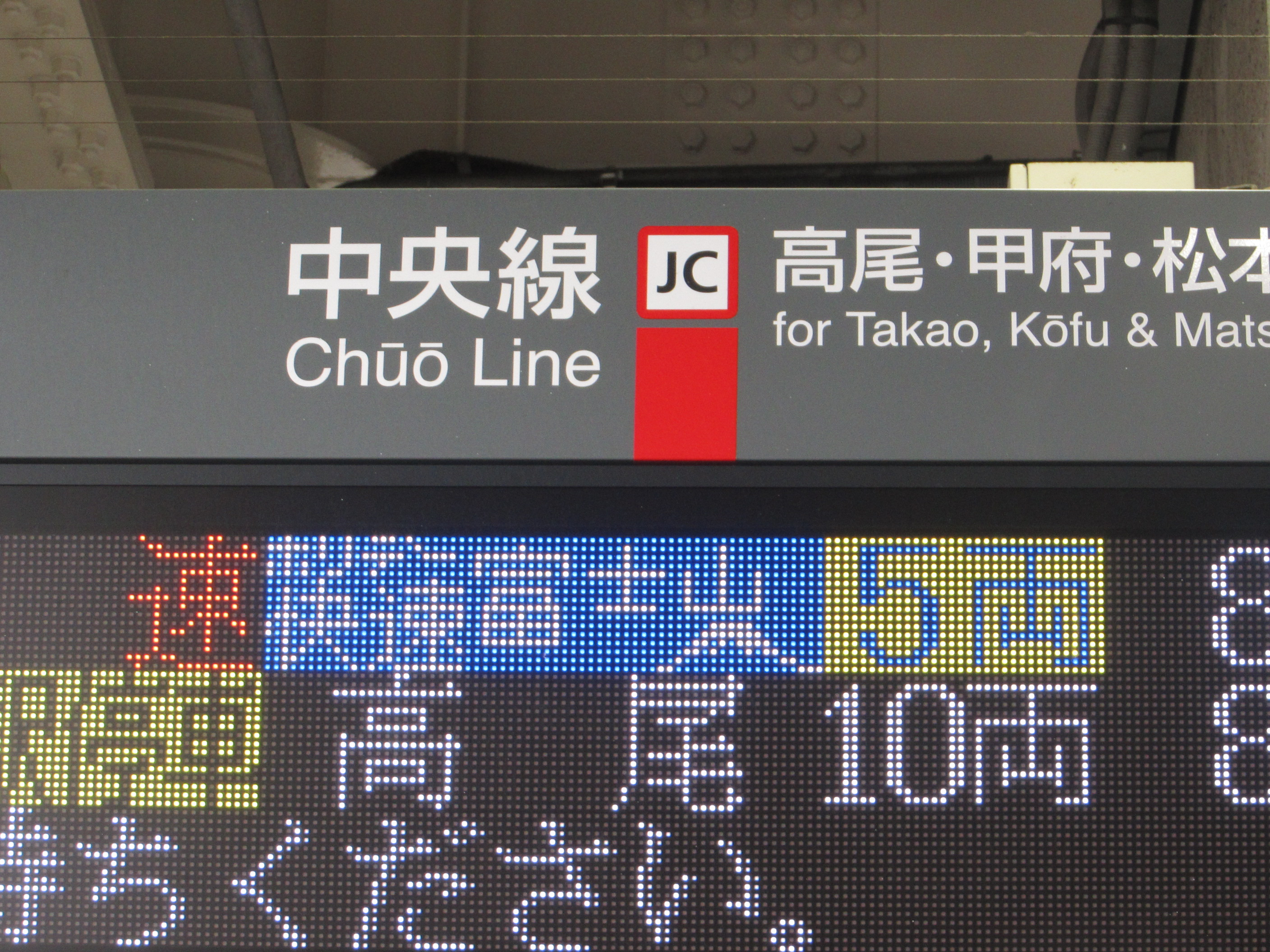
電光掲示板での案内（2018年8月12日、八王子）。富士山が描かれていた。

### 快速「富士山」
2016年7月1日より新規に設定された臨時快速列車で、新宿駅 - 河口湖駅間で、平日ダイヤが適用される金曜日のみ運行されていた。月曜から木曜に運転されている富士急行線内折り返しの快速列車を置き換える形で運行されていた（2017年3月3日まで下りのみ該当し、上りは増発の形であった）。全車指定席ではあるが、富士急行線内のみの利用の場合は先頭2両（下りは4・5号車、上りは1・2号車）のみ指定券なしで乗車が可能であった。
停車駅
2019年3月廃止直前の停車駅。
新宿駅 - 立川駅 - 八王子駅 - 大月駅 - 都留市駅 - 都留文科大学前駅 - 三つ峠駅 - 富士山駅 - 富士急ハイランド駅 - 河口湖駅

### 車両

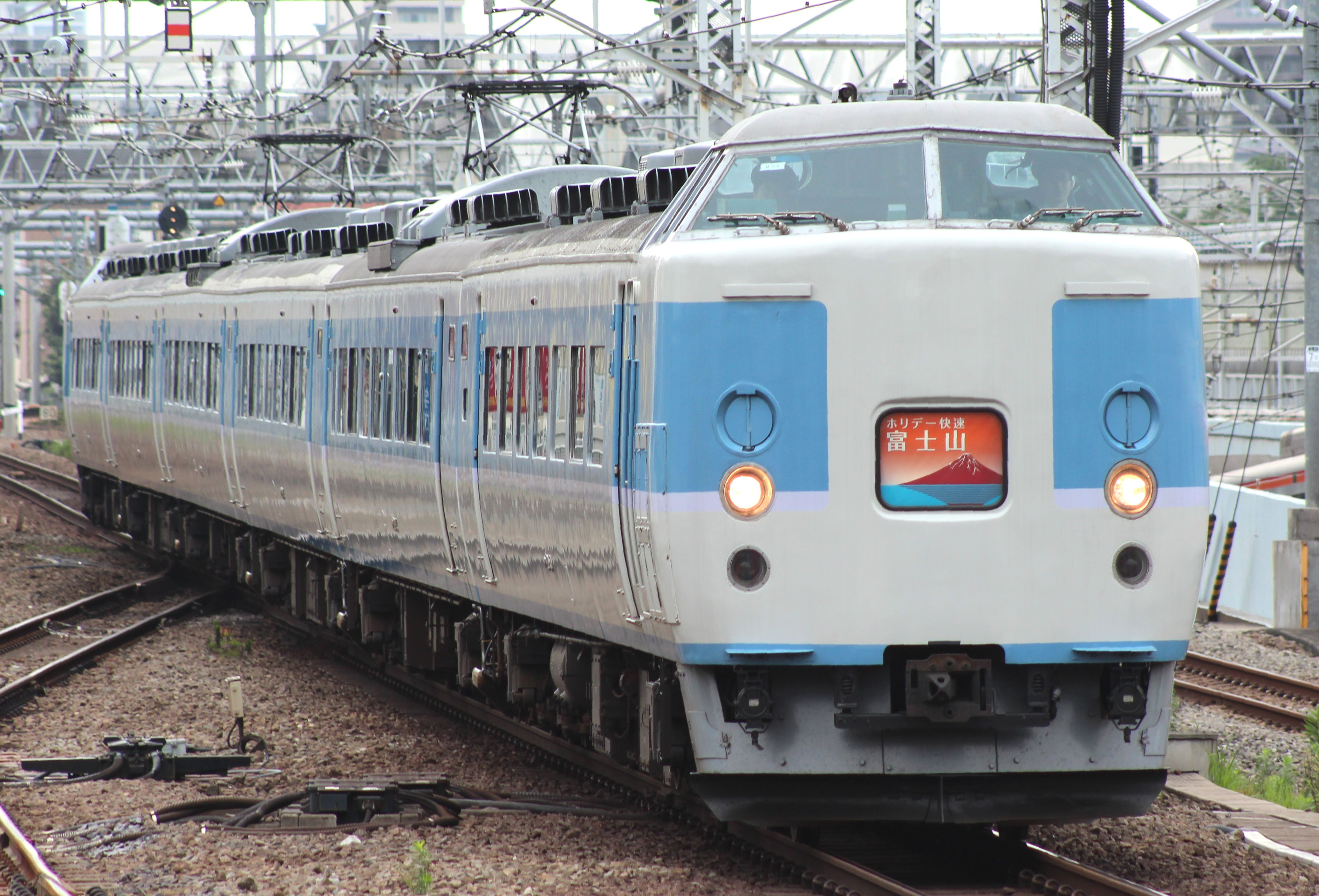
旧運用車両の189系M50編成

2018年3月17日以降は幕張車両センター所属のE257系500番台（普通車5両編成）が投入されていた。
富士急行線内は大月駅（JRのホームに入線）・富士山駅・富士急ハイランド駅以外はホーム有効長が5両に満たないため、E257系500番台の場合5両中2両のドアが開かなかった（ドアカット）。
「ホリデー快速河口湖」としての運行当初は豊田車両センターの189系（普通車6両編成）が投入されており、当初はあずさ色（M50編成）のみが充当され、2014年（平成26年）からは国鉄色（M51編成）、2015年（平成27年）9月26日からはグレードアップあずさ色（M52編成）も投入されていた。
189系時代のドアカットは6両中3両で、富士山駅に改称する前の富士吉田駅でも大月・河口湖側3両（1 - 3号車）がドアカット扱いであった。
2007年9月29・30日に運行された臨時増発列車では、同車両センター所属のE233系が投入された。
車両故障などの影響により豊田車両センターの189系が充当できない場合は、長野総合車両センター所属の189系、豊田車両センター所属のE233系6両の青編成が代走することがあった。

#### ホリデー快速富士山・富士山
- 小山発着列車は、2013年12月から2014年6月まで豊田車両センター所属の189系国鉄色（M51またはM52編成）が投入されていた。
  - 過去には2013年7月から11月までは、幕張車両センター所属の183系あずさ色（主にマリ31編成。大宮総合車両センターの東大宮センターに常駐していた）、2013年6月までは、大宮総合車両センターに所属（東大宮センター配置。2006年3月までは田町車両センターに所属）していた189系国鉄色（H61編成）が投入されていたが、どちらも廃車になった。
  - また、大宮総合車両センターに所属していた189系「彩野」が投入されたこともあったが、こちらも廃車になった。
  - 当初大宮発着の列車は、田町電車区（後の田町車両センター、現・東京総合車両センター田町センター）の167系アコモデーション改善車が投入されていた。
- ヘッドマークは、167系時代は青地に黒文字で列車名の書かれたプレートを掲げていたが、183系・189系に移行してからしばらくは「快速」の幕が出されているに過ぎなかったものの、「彩野」投入開始時の2006年5月13日に初めて専用方向幕が装備された。その後同年7月1日から豊田車にも装備された。
- 2007年3月18日ダイヤ改正で停車駅が減らされ、1・2号の停車駅が変更された。また、2018年3月17日からは三鷹駅が通過となった。
- 新宿 - 富士山駅間の進行方向後方の車両2両が指定席となっていた（1号は1・2号車、2号は4・5号車）。なお、指定席は富士急行線内のみでの利用はできず、JR区間のみ、またはJR・富士急行両方を含んでのみ予約・利用可能であった。その他の車両3両は普通車自由席であり、乗車券のみで乗車できた。

#### 山梨富士
2018年3月からはE257系500番台が主に使用されていた。
- E257系500番台（普通車5両編成、2013年9月・2014年5月・2015年3月 - 廃止[注釈 6]）
- E233系（6両編成、2013年7月 - 8月）
- 485系「ニューなのはな」（6両編成、2013年10月）
- 189系（6両編成、2014年7月 - 2018年1月[注釈 7]）

## 富士急行線直通優等列車沿革
富士急行線へは戦前から準急列車「高嶺」など臨時では国鉄からの乗り入れ列車が存在し、戦後は準急列車「かわぐち」などによって運行が再開された。
なお特急については、富士山マラソンの際に運行された特急「富士山マラソン号」、2014年7月26日から運行されている「成田エクスプレス」の富士急行線への延長運転（2017年からは富士急行線内に関しても特急料金を設定）など富士急行線へ乗り入れる臨時列車の運行は行われていたが、定期特急列車は2019年運行開始の「富士回遊」が初となる。
- 1934年（昭和9年）7月：臨時列車「高嶺」が新宿駅 - 富士吉田駅間で運行開始[8]
- 1950年（昭和25年）11月：中央本線・富士急行線直通列車の運行を再開
- 1962年（昭和37年）4月 : 新宿駅 - 河口湖駅間を中央本線・富士急行大月線・河口湖線経由で運行する準急・急行列車「かわぐち」運行開始
運行当時は、当時中央本線を運行していた急行列車が国鉄キハ58系気動車により運行されていたことからこれに準じた気動車である「キハ58000形気動車」を富士急行側が準備し、下りは急行「アルプス」に、上りは準急「かいじ」と併結する変則的な運行となったが、同年のダイヤ改正で「アルプス」に統一される。
また、利用者自体は多かったことから臨時列車を設定していた。
- 1968年（昭和43年） : 「かわぐち」定期列車として2往復・季節列車として3往復増発された。
増発分は国鉄所有の電車によるもので、季節列車は115系電車による遜色急行であった。また、臨時列車として別に「河口湖スケート」・「かわぐちスケート」等が運行される。
- 1975年（昭和50年） : 「かわぐち」が完全電車化。富士急所有車の国鉄線乗り入れが無くなり、全列車が国鉄車による富士急線への片乗り入れになる。
- 1978年（昭和53年） : 「かわぐち」定期列車2往復に変更
- 1982年（昭和57年） : 「かわぐち」定期列車1往復廃止。「かいじ」と併結運転となる。
- 1985年（昭和60年） : 「かわぐち」・「かいじ」とともに季節列車化

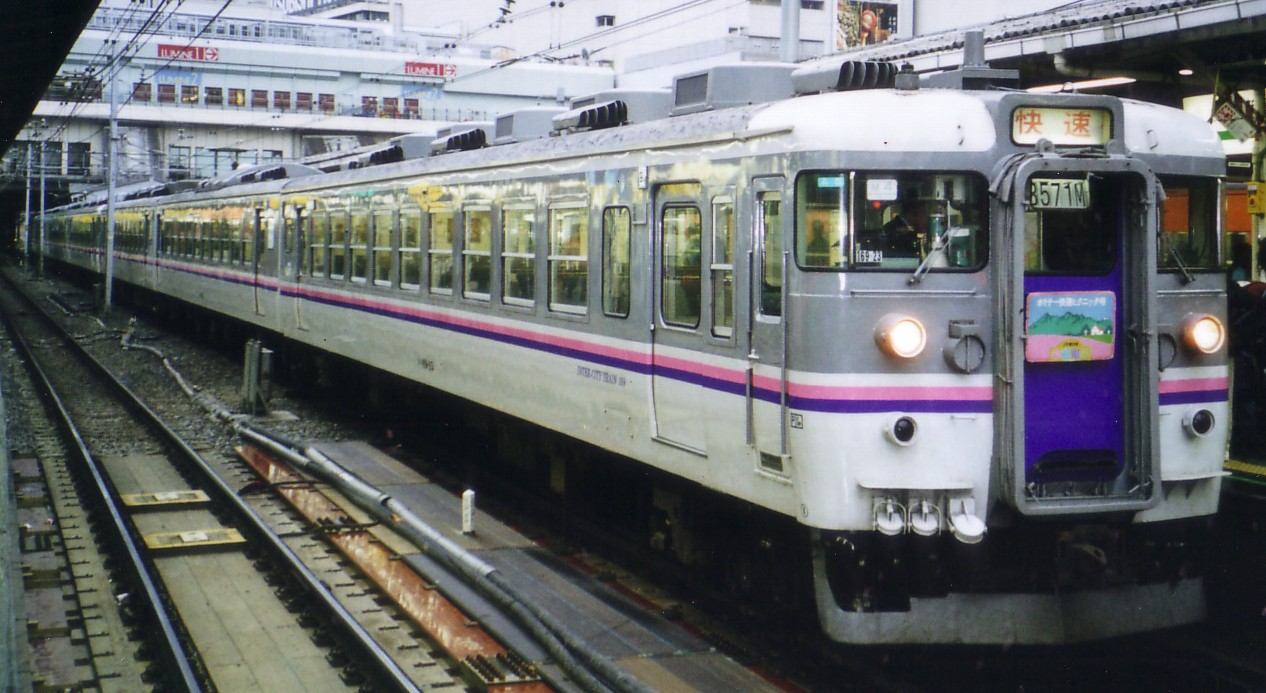
169系 ホリデー快速ピクニック号

- 1986年（昭和61年） : 「かわぐち」・「かいじ」廃止。165系電車による「ホリデー快速ピクニック号」に移行する

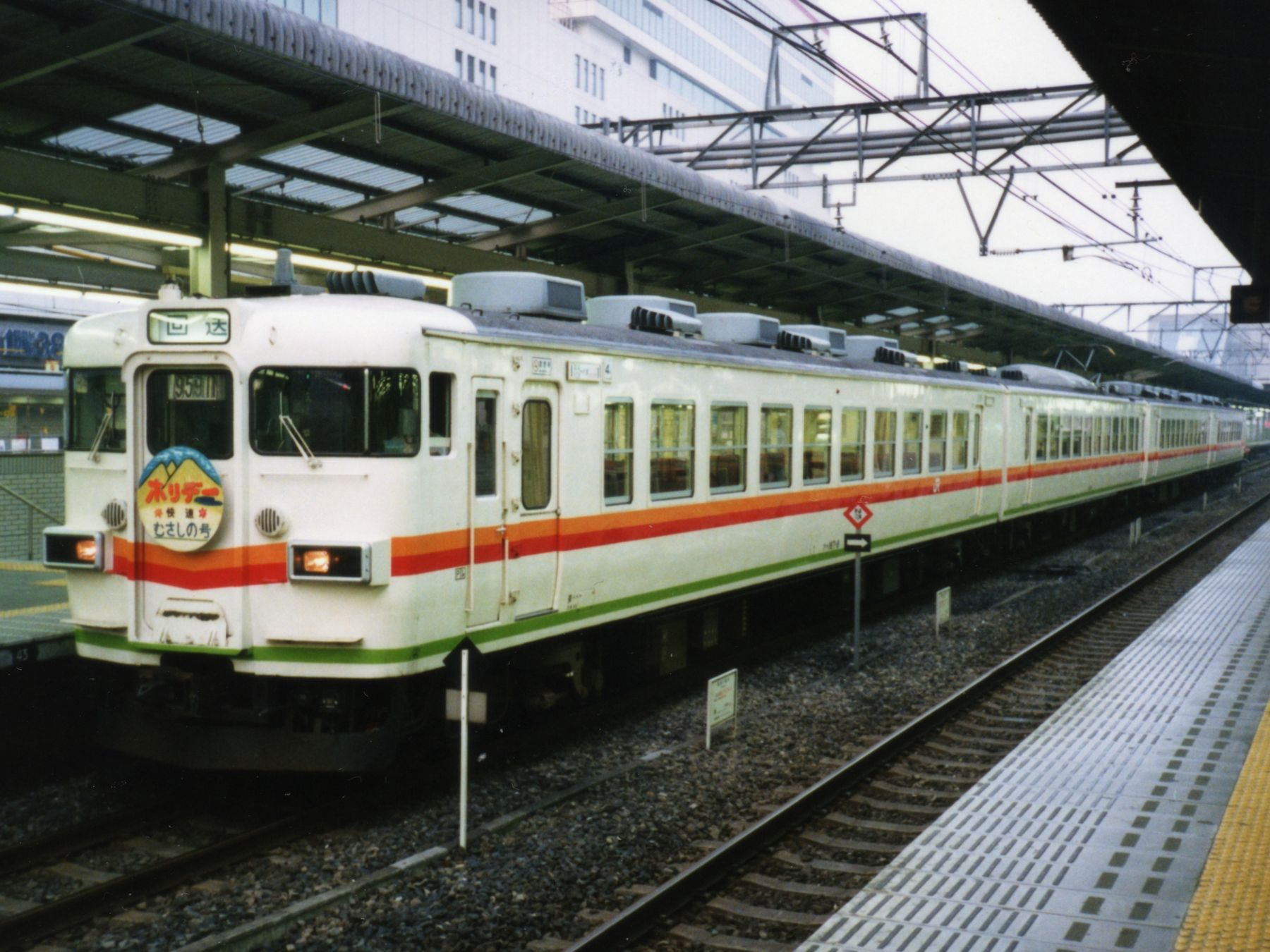
大宮発着の列車に使用された167系（「ホリデー快速むさしの号」の回送中）

- 1990年（平成2年） : 大宮駅発着の「ホリデー快速むさしの号」の運行開始。
この列車の前身として1989年に田町電車区の185系200番台7両編成を使用して、快速「ホリデーむさしの」号が運転された。運用は、田町駅 → （回送）→ 大宮駅 → 高尾駅 → （回送） →相模湖駅 → 大宮駅 → 高尾駅で、高尾駅からは返却回送ではなく八王子駅・立川駅のみ停車の臨時快速新宿行として運転された。なお臨時快速を含めて、全区間でグリーン車が自由席として営業されていた。
- 2001年（平成13年） : 三鷹電車区（現・三鷹車両センター）の169系を使用して大宮駅 - 八王子駅間で運転していた「新幹線リレー号」の名称を「むさしの号」に改称。これに伴い誤乗防止の観点から「ホリデー快速むさしの号」を「ホリデー快速河口湖号」に改称。使用車両も田町電車区の167系アコモデーション改善車4連となる。
- 2002年（平成14年） : 165系引退に伴い新宿駅発着の「ホリデー快速ピクニック号」（田町区167系8両編成または三鷹区169系9両編成）を廃止。 最終日の12月8日には「さよならピクニック号」として運行された。
- 2003年（平成15年） : 新宿駅発着列車の名称を「ぶらり河口湖号」に変更して169系で運行。「ホリデー快速河口湖号」の運行車両を183・189系電車に変更。
- 2004年（平成16年） : 「ぶらり河口湖号」は運行されず、名称を「ホリデー快速河口湖号」に統合して183・189系で運行。
- 2006年（平成18年）7月1日 : ホリデー快速河口湖1号のみ新宿駅 - 大月駅間で新宿寄り1号車に指定席が新設された（富士急行線内では自由席）。それに伴い、指定席車を黄緑、自由席車を水色の側面方向幕で表示するようになった。
- 2007年（平成19年）
  - 3月18日 : 新宿発着の1・2号は停車駅の見直しを行い、富士急行線内の田野倉駅・禾生駅・谷村町駅・東桂駅・下吉田駅は通過となった。E233系による「ホリデー快速 河口湖」

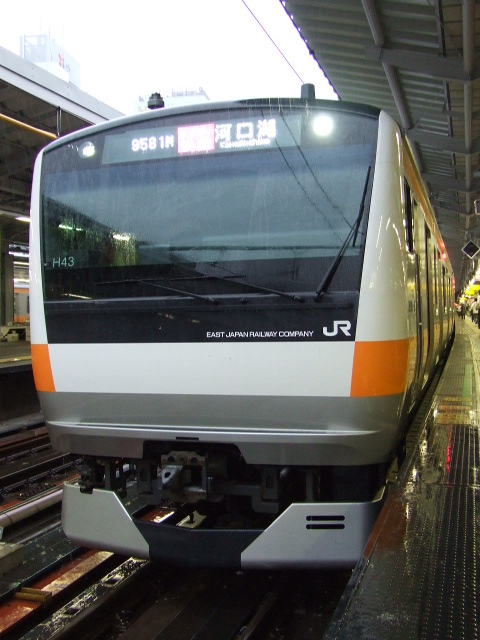
E233系による「ホリデー快速 河口湖」

  - 9月29日・30日 : 富士スピードウェイでのF1日本グランプリ開催にあたり、増発して運転を行う。
    - 2007年9月29日は、下り列車が189系6両編成全車指定席の91号、E233系4両編成全車自由席の191号、E233系6両編成全車自由席の193号が運転された。上り列車は189系6両全車自由席の92号、E233系4両全車自由席の192号、E233系6両全車自由席の194号が運転された。
    - 2007年9月30日は、下り列車がE233系4両全車自由席の191号・195号、E233系6両全車自由席の193号・197号が運転された。上り列車E233系4両全車自由席の192号・196号、E233系6両全車自由席の194号・198号が運転された。
    - E233系による列車は、新宿駅 - 大月駅間は4両編成列車と6両編成を併結運転とし、大月駅で分割・併合し富士急線内は続行運転を行った。これは富士急行線内が最大6両編成までしか対応できないための措置である。
- 2009年（平成21年）7月4日 : 1号の指定席区間を富士急行線内まで拡大。2号にも指定席を設定[9]。
- 2010年（平成22年）
  - 3月13日 : 富士急行線内上大月駅以外の各駅に停車していた大宮行き4号を富士急行線内も快速運転に変更。
  - 4月24日 : 大宮発着3・4号にも指定席を設定[10]。
- 2011年（平成23年）7月1日：富士吉田駅が富士山駅に改称。
- 2012年（平成24年）7月1日 : 大宮発着3・4号を延長して小山発着の3・6号として運転開始。
- 2013年（平成25年）7月6日 : 「ホリデー快速河口湖号」を「ホリデー快速富士山」に改称。6号を4号に変更[5]。
- 2014年（平成26年）
  - 6月29日 : 小山発着の3・4号の運転最終日。
  - 7月26日：特急「成田エクスプレス」の新宿発着の列車1往復を土休日に限り期間限定で富士急行線河口湖駅まで延長運転を開始
- 2015年（平成27年）
  - 3月14日：小山発着の3・4号が正式に廃止[4]。
  - 3月21日：千葉駅発着の快速「山梨富士」3・4号にE257系500番台の定期使用を開始[11]。
- 2016年（平成28年）7月1日 : 毎週金曜日に快速「富士山」の運行を開始[6]。
- 2017年（平成29年）
  - 3月4日︰ホリデー快速富士山などの中央東線から富士急行線へ直通する列車において、富士急行線内の区間に関しても指定席料金が設定される。成田エクスプレスなどの中央東線からの直通特急列車の富士急行線内の区間に関しても富士急行線特急料金[注釈 8]が適用され、同時にグリーン車料金が新設される。
  - 12月2日：この日の運転より、指定席が2両に拡大される[12]。
- 2018年（平成30年）
  - 1月6日：快速「山梨富士」での189系の運行を終了[12][7]。
  - 3月17日：「ホリデー快速富士山」・快速「富士山」の運行車両をE257系500番台に変更し、「ホリデー快速富士山」は三鷹駅が通過となる[7]。
  - 12月24日︰快速「山梨富士」の運行最終日[13][注釈 9]。
- 2019年（平成31年/令和元年）
  - 3月8日：快速「富士山」の運行最終日[13][注釈 9]。
  - 3月10日：「成田エクスプレス」の延長運転の休止および「ホリデー快速富士山」運行の最終日[注釈 9][13]。
  - 3月16日︰ダイヤ改正に伴い次の通りとなる。
    1. 特急「富士回遊」運転開始。
      - 新宿 - 大月間は「かいじ」と併結。(土休日の一部臨時列車を除く)

    2. 富士急行線内において成田エクスプレスと同様に「JR東日本線から直通する特急列車に適用される」特急料金に加え旅客連絡運輸規則に定められた富士急行線区間の座席指定料金（富士急行線特急料金と座席指定料金200円を合算した金額[注釈 10]）が適用[注釈 11]。
      - 富士急行線内は事前料金と車内料金が同額となっている。
      - 中央線内はかいじ、あずさの特急料金であり、中央東線から乗り通す場合は合算した特急料金となる。

    3. 新たな着席サービスを富士急行線内も含め全区間に導入
      - 富士急行線内のみの座席指定は不可のため、富士急行線内のみの利用の場合は座席未指定券のみ発券[注釈 11]。

  - 10月12日 - 10月27日：令和元年東日本台風（台風19号）による大雨の影響で、梁川駅 - 四方津駅間で土砂流入する被害を受け一部区間で運休となった影響で、「あずさ」・「かいじ」と共に運休となる[14]。
- 2020年（令和2年）
  - 3月14日︰ダイヤ改正に伴い次の通りとなる[15]。
    1. 3・44号を増発し、定期列車を3往復とする。
      - 増発列車は大月以東を「あずさ」と併結し、そのうち3号は千葉駅始発とする。
      - 臨時列車を含めた全列車が下吉田駅に停車。
- 2022年（令和4年）4月1日：富士急行の会社分割により、富士急行線区間の運行事業者が富士山麓電気鉄道となる。
- 2024年（令和6年）3月16日：ダイヤ改正に伴い15・32号を増発し、定期列車を4往復とする[16]。